# Militärflugplatz Ambérieu-en-Bugey

i7
i11
i13
Die Base aérienne 278 Ambérieu-en-Bugey (B.A. 278) ist ein Militärflugplatz der französischen Luftstreitkräfte. Die Basis liegt in der Region Auvergne-Rhône-Alpes im Département Ain auf dem Gebiet von Ambérieu-en-Bugey und den Nachbargemeinden Château-Gaillard und Ambronay, etwa drei Kilometer nordwestlich von Ambérieu-en-Bugey. Die Basis dient der Lagerung und Wartung von Bordgeräten von Militärflugzeugen.

## Geschichte
Der Beginn des Flugplatzes datiert vom Spätsommer 1944, als hier nach der Befreiung der Gegend von der deutschen Wehrmacht durch die Alliierten ein Feldflugplatz entstand. Airfield Y.5, so seine alliierte Codebezeichnung, wurde durch das Ingenieurskommando der US Army für die Twelfth Air Force der United States Army Air Forces (USAAF) gebaut.
Erster Nutzer war im September 1944 die P-40 ausgerüstete 324th Fighter Group. Nach deren Abzug wurde der Flugplatz als Logistikstützpunkt für Transportflugzeuge durch das 1st Air Service Squadron betrieben. Mit Kriegsende begann der Abzug der Amerikaner und bereits am 29. Mai 1945 wurde das Flugfeld an die Franzosen übergeben.

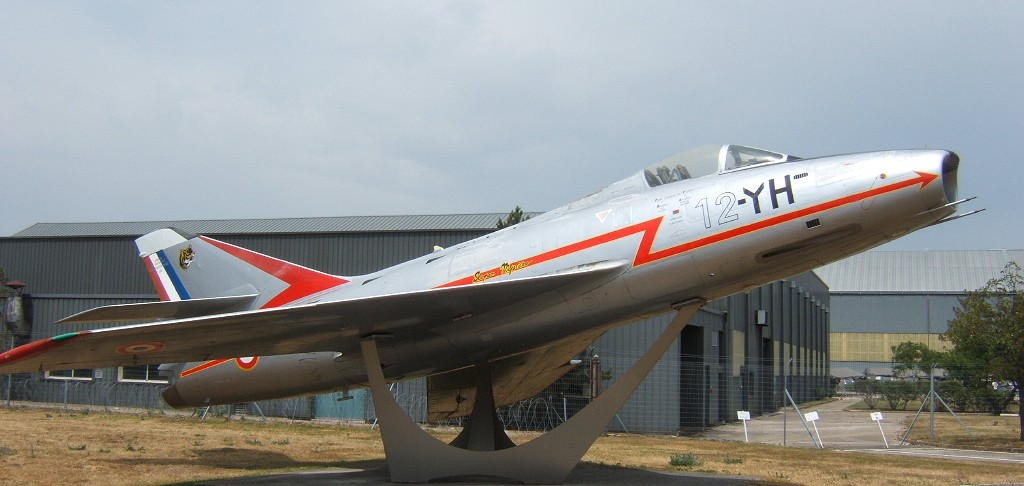
Super Mystère B2, Ambérieu, 2006

Nach 1945 wurde der Flugplatz eine Depot- und Wartungseinrichtung für Flugzeuge der französischen Luftstreitkräfte (Entrepôt de l'Armée de l'Air) unter der Bezeichnung EAA 11-601. Die Bezeichnung der Einheit wurde in den folgenden Jahren mehrfach geändert, seit 1959 wurde sie als Atelier de révision de l'armée de l'air n°624 (ARAA 624) geführt. 
Im Jahr 1966 änderte sich das Aufgabenspektrum des ARAA 624. So wurde die Basis bei Ambérieu Standort für die Wartung von Bordgeräten von Luftfahrzeugen, zunächst von Telekommunikationsgeräten. Später kamen weitere Geräte wie Messinstrumente und Schleudersitze hinzu und 2008 wurde das ARAA 624 zum Atelier industriel de l'aéronautique.

## Heutige Nutzung
Neben dem Werkstattbetrieb Atelier industriel de l'aéronautique gibt es einige weitere Logistikverbände. Zwei D140R und einige Segelflugzeuge werden durch die "CMP 22.535" betrieben.